# Géraldine Pailhas
Géraldine Pailhas (Marsiglia, 8 gennaio 1971) è un'attrice francese.

## Biografia
Nata a Marsiglia, è figlia di un falegname diventato gallerista di fama.
Da bambina ha preso lezioni di danza classica . A 15 anni occupava da sola uno studio a Tolosa. L'anno successivo, nel 1986, è apparsa in una clip di Gipsy Kings e in un'altra di Saint-Preux.
Si è dedicata al cinema all'inizio degli anni '90.
Ebbe il suo primo successo internazionale, nel 1995, interpretando un amore insoddisfatto al fianco di Johnny Depp in Don Juan De Marco - Maestro d'amore. Sposata con l'attore Christopher Thompson, ha due bambini.

## Filmografia
- Big Man – serie TV, episodio 5 (1988)
- Haute Tension - Retour à Malaveil, regia di Jacques Ertaud (1989) - film TV
- La Neige et le feu, regia di Claude Pinoteau (1991)
- Les Arcandiers, regia di Manuel Sanchez (1991)
- L'île aux pachydermes, regia di Jean-Jacques Beineix (1992)
- Comment font les gens, regia di Pascale Bailly (1993)
- Un homme à la mer, regia di Jacques Doillon  (1993) - film TV
- La Folie douce, regia di Frédéric Jardin (1994)
- Suite 16, regia di Dominique Deruddere (1994)
- Tom est tout seul, regia di Fabien Onteniente (1995)
- Don Juan De Marco - Maestro d'amore (Don Juan DeMarco), regia di Jeremy Leven (1995)
- Le Garçu, regia di Maurice Pialat (1995)
- Les Randonneurs, regia di Philippe Harel (1997)
- Peut-être, regia di Cédric Klapisch (1999)
- La Parenthèse enchantée, regia di Michel Spinosa (2000)
- The Officers' Ward, regia di François Dupeyron (2001)
- L'Héritière, regia di Bernard Rapp (2002) - Film TV
- L'avversario (L'Adversaire), regia di Nicole Garcia (2002)
- Après, regia di Angelo Cianci (2003)
- Le Coût de la vie, regia di Philippe Le Guay (2003)
- Une vie à t'attendre, regia di Thierry Klifa (2004)
- They Came Back, regia di Robin Campillo (2004)
- Les Parallèles, regia di Nicolas Saada (2004)
- 5x2, regia di François Ozon (2004)
- Sky Fighters, regia di Gérard Pirès (2005)
- Je pense à vous, regia di Pascal Bonitzer (2006)
- Le Héros de la famille, regia di Thierry Klifa (2006)
- Le Prix à payer, regia di Alexandra Leclère (2007)
- Didine, regia di Vincent Dietschy (2008)
- Les Randonneurs à Saint-Tropez, regia di Philippe Harel (2008)
- Espion(s), regia di Nicolas Saada (2008)
- Château en Suède, regia di Josée Dayan (2008)
- Rebecca H. (Return to the Dogs) (2010)
- Giovane e bella (Jeune et Jolie), regia di François Ozon (2013)
- Marseille - serie TV (2016)
- È andato tutto bene (Tout s'est bien passé), regia di François Ozon (2021)

## Doppiatrici italiane
- Alessandra Korompay in CinquePerDue - Frammenti di vita amorosa, Sky Fighters
- Tiziana Avarista in È andato tutto bene
- Claudia Catani in L'avversario
- Ilaria Stagni in Don Juan De Marco - Maestro d'amore
- Laura Romano in Giovane e bella
- Cinzia Villari in Marseille

## Premi

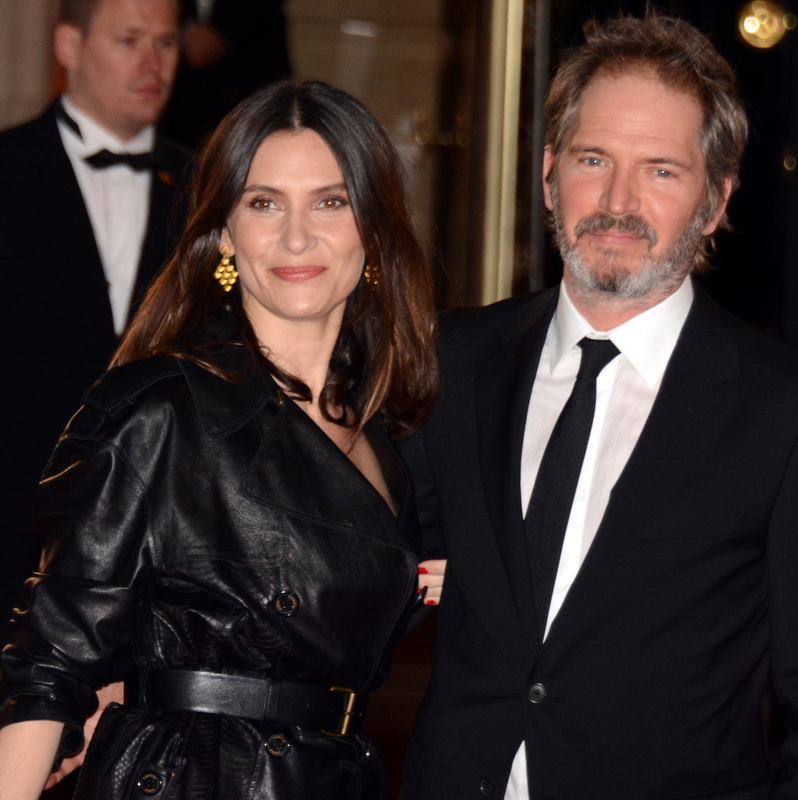
Géraldine Pailhas e il marito Christopher Thompson alla cerimonia dei Premi César 2014

- 1992: Premio César per la migliore promessa femminile La Neige et le feu.
- 2001: Migliore attrice TV al Festival de la fiction TV a Saint-Tropez per L'Héritière
- 2004: Nomination al Premio César per la migliore attrice non protagonista per Le Coût de la vie.